# Papa Zosimo
Zosimo (Mesoraca, ... – Roma, 26 dicembre 418) è stato il 41º vescovo di Roma e papa della Chiesa cattolica, che lo venera come santo. Fu papa dal 18 marzo 417 fino alla sua morte.

## Biografia
Se si eccettuano le brevi annotazioni riportate nel Liber pontificalis, non si sa nulla della sua storia prima dell'elezione. Secondo tali note, egli era originario della Magna Grecia e suo padre si chiamava Abramo. Da questa affermazione alcuni studiosi arrivarono a sostenere che la sua famiglia fosse di origini ebraiche, ma di ciò non esiste alcuna certezza.
Zosimo prese una posizione decisa nella disputa che si protraeva in Gallia sulla giurisdizione della sede di Arles su quella di Vienne, prendendo una energica decisione in favore della prima, ma senza riuscire ad appianare la controversia. Il suo temperamento irritabile caratterizzò tutte le controversie a cui prese parte, in Gallia, Africa ed Italia, compresa Roma, dove alla sua morte il clero era molto diviso.

### Elezione e disputa di Gallia
La sua consacrazione come vescovo di Roma ebbe luogo il 18 marzo 417. La celebrazione fu officiata da Patroclo, vescovo di Arles, che era stato elevato a quella sede in luogo del vescovo Ero, forzatamente ed ingiustamente rimosso dal generale imperiale Costantino. Patroclo si guadagnò immediatamente la fiducia del nuovo papa, cosicché, già il 22 marzo, ricevette una lettera papale che gli conferiva i privilegi di metropolita su tutti i vescovi delle province galliche (Viennensis e Narbonensis I e II). Inoltre fu creato vicario pontificio per l'intera Gallia e quindi referente del clero ivi residente: a nessun ecclesiastico gallico era permesso viaggiare fino a Roma senza avere al seguito un certificato d'identità rilasciato da Patroclo.
Nell'anno 400, Arles aveva sostituito Treviri come residenza ufficiale del governatore della Diocesi civile di Gallia, il Prefectus Praetorio Galliarum. Patroclo, che godeva dell'appoggio del generale Costantino, si avvalse di questa opportunità per procurarsi la posizione di supremazia summenzionata, convincendo Zosimo della bontà delle sue idee. I vescovi di Vienne, Narbonne e Marsiglia consideravano però questa elevazione della sede di Arles un sopruso nei loro confronti, pertanto con le loro obiezioni provocarono varie risposte di Zosimo. Comunque, la disputa non fu risolta fino al pontificato di papa Leone I.

### Confronto con il Pelagianesimo
Non molto dopo l'elezione di Zosimo, il promotore del pelagianesimo, Celestio, che era stato condannato dal suo predecessore, dopo essere stato espulso da Costantinopoli, venne a Roma a giustificarsi di fronte al nuovo papa. Nell'estate del 417, Zosimo tenne un sinodo del clero romano nella Basilica di San Clemente al Laterano, di fronte al quale comparve Celestio. Qui gli furono poste di fronte le proposizioni stilate dal diacono Paolino da Milano, in base alle quali Celestio era stato condannato a Cartagine nel 411. Celestio accettò queste proposizioni ed allo stesso tempo dichiarò di accettare la dottrina esposta nelle lettere di papa Innocenzo I, facendo una confessione di fede che fu approvata. Il papa fu convinto dalla condotta accortamente calcolata di Celestio e si disse sicuro che l'eretico avesse abbandonato la falsa dottrina condannata da Innocenzo e che, perciò, considerava l'azione dei vescovi africani contro di lui troppo frettolosa. 
Immediatamente scrisse in questo senso ai vescovi della provincia africana e fece appello a coloro che avevano qualsiasi argomento da portare contro Celestio di comparire a Roma entro due mesi.
Poco dopo questi avvenimenti Zosimo ricevette anche da Pelagio stesso una confessione di fede astutamente articolata, insieme ad un suo nuovo trattato sul libero arbitrio. Il papa tenne un nuovo sinodo del clero romano di fronte al quale furono letti entrambi gli scritti. Le espressioni abilmente scelte da Pelagio nascosero i contenuti eretici; il sinodo stabilì che il contenuto degli scritti era ortodosso e Zosimo scrisse nuovamente ai vescovi africani difendendo Pelagio e biasimando i suoi accusatori, fra cui i vescovi gallici Ero e Lazzaro. L'arcivescovo Aurelio di Cartagine convocò rapidamente un nuovo sinodo. Da questo sinodo fu prodotto un documento, poi spedito a Zosimo, in cui erano contenute le prove che il papa era stato ingannato dagli eretici. Nella sua risposta Zosimo dichiarò che non aveva preso decisioni definitive e che desiderava non decidere niente senza prima consultare i vescovi africani. In seguito, dopo la nuova lettera sinodale del concilio africano del 1º maggio 418 e dopo i passi intrapresi dall'imperatore Onorio contro i Pelagiani, Zosimo riconobbe il vero carattere degli eretici. Solo allora pubblicò il suo  Tractoria  in cui finalmente condannava il pelagianesimo ed i suoi fondatori.

### Diritto di appello alla Sede Romana
Poco dopo questi avvenimenti, Zosimo fu coinvolto in una disputa con i vescovi africani riguardo al diritto di appello alla sede romana da parte di religiosi che erano stati condannati dai loro ordinari. Il presbitero Apiario di Sicca, scomunicato dal suo vescovo a causa dei suoi crimini, fece appello direttamente al papa, senza utilizzare il normale canale dei ricorsi in appello, che in Africa era precisamente descritto. Il papa accettò l'appello ed inviò i suoi legati ad investigare sulla questione. Zosimo, poi, commise l'errore di basare la sua azione su un canone che reputava provenire dal Primo Concilio di Nicea, ma che in realtà era un canone del Concilio di Sardica. Nei manoscritti romani, infatti, i canoni di Sardica seguivano immediatamente quelli di Nicea, senza un titolo indipendente, mentre i manoscritti africani contenevano solamente i canoni genuini di Nicea, cosicché il canone a cui faceva riferimento Zosimo non era contenuto nelle copie africane dei canoni niceni. A causa di questo appello derivò un serio disaccordo che continuò anche dopo la morte di Zosimo.

### Altri provvedimenti
Oltre agli scritti del papa già menzionati, esistono altre lettere ai vescovi della Provincia Bizacena d'Africa riguardo a un vescovo deposto e ai vescovi di Gallia e Spagna sul priscillianesimo e sull'ordinazione nei diversi gradi del clero. Il Liber Pontificalis attribuiva a Zosimo una delibera sull'uso del manipolo da parte dei diaconi e sulla consacrazione dei ceri pasquali nelle parrocchie di campagna. Gli attribuiva anche una delibera che vietava ai religiosi di recarsi nelle taverne.

## Morte e culto
Zosimo morì il 26 dicembre 418 e fu sepolto nella basilica di San Lorenzo fuori le mura.
La sua memoria ricorre il 26 dicembre.
Dal Martirologio Romano: